# 마쓰야마역 (에히메현)
마쓰야마역(일본어: 松山駅 마츠야마에키[*])은 일본 에히메현 마쓰야마시에 있는 시코쿠 여객철도 · 요산선의 역이다. 역 번호는 Y55 · U00이며, 단선 · 섬식의 형태를 합친 복합 구조의 철도 역사이다. 여기에는 이요 철도 오테마치 선의 마쓰야마에키마에 역에 대해서도 기술한다.

## 타는 곳
| 1 | ■ 요산 선 | (상행) | 이마바리 · 이요사이조 · 니하마 · 다카마쓰 · 오카야마 방면 | (특급 '시오카제 · 이시즈치'를 포함)    |
| 1 | ■ 요산 선 | (하행) | 이요시 · 이요오즈 · 야와타하마 · 우와지마 방면            | (특급의 대부분을 포함)                 |
| 2 | ■ 요산 선 | (상행) | 이마바리 · 이요사이조 · 니하마 방면                       | (특급 '미드나이트 EXP 마쓰야마을 포함) |
| 2 | ■ 요산 선 | (하행) | 이요시 · 이요오즈 · 야와타하마 · 우와지마 방면            | (특급의 일부를 포함)                   |
| 3 | ■ 요산 선 | (상행) | 이요시 · 이요사이조 방면                                  |                                        |
| 3 | ■ 요산 선 | (하행) | 이요시 · 이요오즈 · 야와타하마 · 우와지마 방면            | (특급의 일부를 포함)                   |

### 이요 철도 마쓰야마에키마에 역
노면 전차 승강장 형태로 배치된 2면 2선의 구조를 지닌 승강장이다.

## 화물 역
일본화물철도의 시설은, 역사의 남쪽에 위치한다. 컨테이너 승강장 2면, 하역선 3개가 배치되어 있다. 역의 발착선과 하역선은 이치쓰보 역 방면으로 향하는 선과 접속되고 있다.
미나미이요역으로 이동 했습니다.

## 이용 현황
| 연도     | 하루 평균 승차 인원 |
| 2008년도 | 7,593명             |
| -------- | ------------------- |

## 역 주변
- 이요 철도 다카하마 선 오테마치 역
- 총무성 시코쿠 종합 통신국

## 인접 정차역
| 시코쿠 여객철도 요산선       | 시코쿠 여객철도 요산선 | 시코쿠 여객철도 요산선      |
| ---------------------------- | ---------------------- | --------------------------- |
| Y 54 미쓰하마 다카마쓰 방면  | 요산 선                | 이치쓰보 U 01 이요오즈 방면 |
| 이요 철도 오테마치 선        |                        |                             |
| 오테마치에키마에 고마치 방면 | 1 · 2 환상선           | 미야타초 니시호리바타 방면  |
| 오테마치에키마에 고마치 방면 | 5 JR선                 | 시·종착역                   |

틀:이요 철도 오테마치 선